# Parigi-Troyes 2014
La Parigi-Troyes 2014, cinquantaseiesima edizione della corsa e valida come evento dell'UCI Europe Tour 2014 categoria 1.2, si svolse il 16 marzo 2014 su un percorso totale di circa 174,2 km. Fu vinto dal francese Steven Tronet che terminò la gara in 4h08'20", alla media di 42,08 km/h.
All'arrivo 93 ciclisti portarono a termine il percorso.

## Squadre e corridori partecipanti
| N.      | Cod. | Squadra                          |
| ------- | ---- | -------------------------------- |
| 1-6     |      | UV Aube-Club Champagne Charlott' |
| 11-18   | COF  | Cofidis, Solutions Credits       |
| 21-28   | RBD  | Rietumu-Delfin                   |
| 31-38   | LPM  | La Pomme Marseille 13            |
| 41-48   |      | Team KTM                         |
| 51-58   | BIG  | BigMat-Auber 93                  |
| 61-68   | TJO  | Team Joker                       |
| 71-78   | BGT  | Bridgestone-Anchor               |
| 81-86   | TIK  | Itera-Katusha                    |
| 91-98   | CCD  | Team Differdange-Losch           |
| 101-108 | IDE  | Team Idea                        |

| N.      | Cod. | Squadra                  |
| ------- | ---- | ------------------------ |
| 111-116 |      | Team Rémy Meder Haguenau |
| 121-126 |      | CC Nogent-sur-Oise       |
| 131-138 | ADT  | Armée de Terre           |
| 141-147 |      | Peltrax-CSD              |
| 151-158 |      | Guidon Chalettois        |
| 161-168 |      | VC Rouen 76              |
| 171-177 |      | SCO Dijon                |
| 181-188 |      | VC Toucy                 |
| 191-196 |      | Vélo Club Caladois       |
| 201-207 |      | Charvieu-Chavagneux IC   |
| 211-216 |      | UVCA Troyes              |

## Ordine d'arrivo (Top 10)
| Pos. | Corridore            | Squadra        | Tempo   |
| ---- | -------------------- | -------------- | ------- |
| 1    | Steven Tronet        | BigMat         | 4h8'20" |
| 2    | Kristoffer Skjerping | Team Joker     | s.t.    |
| 3    | Flavien Dassonville  | BigMat         | s.t.    |
| 4    | Julien Antomarchi    | La Pomme       | a 13"   |
| 5    | Romain Combaud       | Armée de Terre | s.t.    |
| 6    | Guillaume Levarlet   | Cofidis        | s.t.    |
| 7    | Mathieu Teychenne    | Armée de Terre | s.t.    |
| 8    | Jérémy Maison        | VC Toucy       | s.t.    |
| 9    | Rudy Molard          | Cofidis        | s.t.    |
| 10   | Romain Hardy         | Cofidis        | a 36"   |